# Сквирський Борис Євсійович
Борис Євсійович Сквирський (нар. 1887, Одеса, Херсонська губернія, Російська імперія — пом. 30 липня 1941, Розстрільний полігон «Комунарка», Ленінський район, Московська область, РРФСР, СРСР) — учасник революційного руху на російському Далекому Сході, діяч Далекосхідної Республіки; російський та радянський представник у США (1922—1936); радянський посол в Афганістані (1936—1937).

## Біографія
З 1904 по 1918 — член партії лівих соціалістів-революціонерів (есерів) та РКП (б). У 1920 році був призначений товаришем міністра закордонних справ Далекосхідної Республіки.

### У США
У жовтні-листопаді 1921 року перебував у США у складі делегації Далекосхідної Республіки (ДСР), спрямованої на встановлення торгових відносин між ДСР та США. Залишився у Вашингтоні на період роботи Вашингтонської мирної конференції 1921—1922 років та після від'їзду до Москви голови делегації ДСР Олександра Язикова.
У 1922—1923 роках — неофіційний представник Російської РФСР у США. Користувався послугами секретаря-перекладача Олександра Гумберга (російський іммігрант у США 1903 року, де отримав американське громадянство, а 1917 року був у Росії перекладачем американського Червоного Хреста).
У 1923—1933 роках — дипломатичний агент НКІС СРСР у США. У вересні 1923 року став керівником Російського інформаційного бюро (пізніше Радянського) (Soviet Union Information Bureau).
Учасник попередніх переговорів із представниками адміністрації США про встановлення дипломатичних відносин між СРСР та США (жовтень 1933). Після встановлення дипломатичних відносин залишився у Вашингтоні як радник посольства СРСР.
1933 року — тимчасовий повірений у справах СРСР США. У 1933—1936 роках — радник повноважного представництва СРСР у США.

### У Афганістані
З 16 квітня 1936 по 1 листопада 1937 року — повноважний представник СРСР в Афганістані .

### Пізніше
У 1938 році — керуючий трестом «Медінструмент».
Заарештовано 15 липня 1938 року. Розстріляно та поховано на розстрільному полігоні Комунарка 30 липня 1941 року.

## Пам'ять
26 листопада 1955 року реабілітований посмертно ухвалою Військової колегії Верховного суду СРСР.